# Efterårsferie
Efterårsferien, tidligere kaldet kartoffelferien, er en dansk skoleferie af en uges varighed, typisk uge 42. Feriens oprindelige formål var at børnene skulle kunne hjælpe med kartoffelhøsten.
I dag er efterårsferien den eneste ferie i efterårssemesteret (mens foråret har adskillige helligdage), og adskillige kulturarrangementer lægges derfor op til eller i denne uge.
På fredagen før efterårsferien ligger Skolernes Motionsdag og Kulturnatten.
I Sverige har man tilsvarende höstlov, som dog ligger lidt senere i året.
Efterårsferien gav i 1986 navn til det største finanspolitiske indgreb i nyere tid, Kartoffelkuren; da den blev vedtaget den 13. oktober 1986.